# Good Ventures
Good Ventures es una fundación privada y organización filantrópica de San Francisco, y la quinta fundación más grande de Silicon Valley. Fue cofundada por Cari Tuna, ex periodista del Wall Street Journal, y su marido Dustin Moskovitz, uno de los cofundadores de Facebook. Good Ventures se adhiere a los principios del Altruismo Eficaz y aspira a gastar la mayor parte o la totalidad de su dinero antes de que Moskovitz y Tuna fallezcan. Good Ventures no tiene personal a tiempo completo, y en su lugar distribuye las subvenciones según las recomendaciones de Open Philanthropy.

## Historia
Cari Tuna, entonces reportera en la oficina de San Francisco del Wall Street Journal, y Dustin Moskovitz, cofundador de Facebook, empezaron a salir en 2009. En 2010, Moskovitz firmó el Giving Pledge, y él y Tuna empezaron a investigar cuál era la mejor manera de repartir el dinero.
Tuna conoció la evaluadora de organizaciones benéficas GiveWell y el movimiento de donaciones efectivas tras leer La vida que puedes salvar, y la pareja conoció las ideas del altruismo efectivo. Tuna y Moskovitz crearon Good Ventures. Moskovitz estaba ocupado dirigiendo Asana, así que Tuna dejó su trabajo en 2011 para dedicarse a tiempo completo a Good Ventures. También se unió al consejo de GiveWell en abril de 2011.
En marzo de 2013, Good Ventures lanzó su propio sitio web. En agosto de 2014, GiveWell Labs, un proyecto interno de GiveWell que investigaba sobre la filantropía efectiva, se transformó en Open Philanthropy Project, una empresa conjunta de GiveWell y Good Ventures. Good Ventures ya no tiene personal a tiempo completo y distribuye subvenciones según las recomendaciones de Open Philanthropy.

## Operaciones
Good Ventures planea gastar la mayor parte de su dinero antes de la muerte de Moskovitz y Tuna. La mayor parte del dinero de la fundación procede de las acciones que Moskovitz obtuvo como cofundador de Facebook y Asana. La organización tiene una base de datos de subvenciones a disposición del público en su sitio web. Good Ventures LLC invierte en empresas con ánimo de lucro relacionadas con la salud y el bienestar humanos, y dona las ganancias a la Fundación Good Ventures. Entre sus inversiones se incluye Vicarious, una empresa que trabaja en inteligencia artificial.